# رونس
رونس (به آلمانی: Röns) یک منطقهٔ مسکونی در اتریش است که در ناحیه فلدکیرش واقع شده‌است. رونس ۱٫۴۴ کیلومتر مربع مساحت دارد ۶۱۰ متر بالاتر از سطح دریا واقع شده‌است.